# Гогичаева, Назо Сардоевна
Назо́ Сардо́евна Гогича́ева, другой вариант отчества — Сардио́новна (род. 1927 год, село Тами, Грузинская ССР, СССР) — доярка конезавода № 18 Правобережного района Северо-Осетинской АССР, Герой Социалистического Труда (1973).

## Биография
Родилась в 1927 году в селе Тами Горийского района Грузинской ССР. После окончания школы в 1949 году вышла замуж за Игоря Маргиева, который вскоре скончался от полученных на войне ранений. В 1954 году вместе с семьёй переехала в Северную Осетию. Проживала в Беслане, где с 1962 года работала дояркой молочно-товарной фермы конезавода № 18 Правобережного района.
Вступив в движение доярок-пятитысячниц, выполнила взятый рубеж в пять тысяч килограмм молока от каждой фуражной коровы. Указом Президиума Верховного Совета СССР от 6 сентября 1973 года удостоена звания Героя Социалистического Труда с вручением ордена Ленина и золотой медали «Серп и Молот».
Несколько раз участвовала в ВДНХ. Награждена двумя бронзовыми медалями ВДНХ.
Входила в состав Северо-Осетинского республиканского Совета женщин. 30 октября 1997 года указом № 280 Президента Северной Осетии А. Галазова награждена медалью «Во славу Осетии» «за большой вклад в развитие Республики Северная Осетия-Алания и активное участие в общественной жизни».